# Alexandra Cadanțu
Alexandra Cadanțu (Boekarest, 3 mei 1990) is een tennisspeelster uit Roemenië. Zij begon op vijfjarige leeftijd met tennis. Haar favoriete ondergrond is gravel. Zij speelt rechtshandig en heeft een tweehandige backhand.
Sinds juli 2021 speelt zij onder de naam Alexandra Ignatik, in verband met haar huwelijk met Uladzimir Ignatik, een tennisser uit Wit-Rusland.

## Loopbaan

### Enkelspel
Cadanțu debuteerde in 2005 op het ITF-toernooi van Balș (Roemenië). Zij stond in 2006 voor het eerst in een finale, op het ITF-toernooi van Boekarest (Roemenië) – hier veroverde zij haar eerste titel, door landgenote Irina-Camelia Begu te verslaan. In totaal won zij negen ITF-titels, de laatste in 2015 in Galați (Roemenië).
In 2011 kwalificeerde Cadanțu zich voor het eerst voor een WTA-hoofdtoernooi, op het toernooi van Luxemburg. Zij bereikte er de tweede ronde. Zij stond in 2012 voor het eerst in een WTA-finale, op het toernooi van Monterrey – zij verloor van de Hongaarse Tímea Babos.

### Dubbelspel
Cadanțu debuteerde in 2005 op het ITF-toernooi van Balș (Roemenië), samen met landgenote Joana Oprea. Zij stond in 2008 voor het eerst in een finale, op het ITF-toernooi van Galați (Roemenië), samen met landgenote Antonia Xenia Tout – zij verloren van het duo Kristína Kučová en Valentina Sulpizio. In 2010 veroverde Cadanțu haar eerste titel, op het ITF-toernooi van Bol (Kroatië), samen met landgenote Alexandra Damaschin, door het Slowaakse duo Chantal Škamlová en Romana Tabak te verslaan. In totaal won zij tien ITF-titels, de laatste in 2017 in Altenkirchen (Duitsland).
In 2012 speelde Cadanțu voor het eerst op een WTA-hoofdtoernooi, op het toernooi van Bogota, samen met landgenote Ioana Raluca Olaru. Zij stond later dat jaar voor het eerst in een WTA-finale, op het toernooi van Fez, samen met landgenote Irina-Camelia Begu – zij verloren van het koppel Petra Cetkovská en Aleksandra Panova. In 2014 veroverde Cadanțu haar eerste WTA-titel, op het toernooi van Boekarest, samen met landgenote Elena Bogdan, door het koppel Çağla Büyükakçay en Karin Knapp te verslaan.

## Posities op deWTA-ranglijst
Positie per einde seizoen:
| jaar | rang enkelspel | rang dubbelspel |
| ---- | -------------- | --------------- |
| 2005 | 1297           | –               |
| 2006 | 666            | 741             |
| 2007 | 433            | 640             |
| 2008 | 573            | 742             |
| 2009 | 692            | 871             |
| 2010 | 378            | 501             |
| 2011 | 96             | 209             |
| 2012 | 90             | 135             |
| 2013 | 62             | 197             |
| 2014 | 235            | 172             |
| 2015 | 277            | 309             |
| 2016 | 275            | 128             |

## Palmares
| Legenda                 |
| ----------------------- |
| Grandslamtoernooi       |
| Olympische Spelen       |
| Year-End Championships  |
| Premier Mandatory       |
| Premier Five / WTA 1000 |
| Premier / WTA 500       |
| International / WTA 250 |
| Challenger / WTA 125    |

### WTA-finaleplaatsen enkelspel
| nr.              | finale     | toernooi      | ondergrond | tegenstandster    | score          |         |
| ---------------- | ---------- | ------------- | ---------- | ----------------- | -------------- | ------- |
| gewonnen finales |            |               |            |                   |                |         |
| geen             |            |               |            |                   |                |         |
| verloren finales |            |               |            |                   |                |         |
| 1.               | 2012-02-26 | WTA Monterrey | hardcourt  | Tímea Babos       | 4-6, 4-6       | details |
| 2.               | 2017-06-11 | WTA Bol       | gravel     | Aleksandra Krunić | 3-6, 0-3, opg. | details |

### WTA-finaleplaatsen vrouwendubbelspel
| nr.              | finale     | toernooi      | ondergrond | partner            | tegenstandsters                       | score            |         |
| ---------------- | ---------- | ------------- | ---------- | ------------------ | ------------------------------------- | ---------------- | ------- |
| gewonnen finales |            |               |            |                    |                                       |                  |         |
| 1.               | 2014-07-13 | WTA Boekarest | gravel     | Elena Bogdan       | Çağla Büyükakçay Karin Knapp          | 6-4, 3-6, [10-5] | details |
| verloren finales |            |               |            |                    |                                       |                  |         |
| 1.               | 2012-04-28 | WTA Fez       | gravel     | Irina-Camelia Begu | Petra Cetkovská Aleksandra Panova     | 6-3, 6-7, [9-11] | details |
| 2.               | 2016-07-17 | WTA Boekarest | gravel     | Katarzyna Piter    | Jessica Moore Varatchaya Wongteanchai | 3-6, 6-7         | details |

## Resultaten grandslamtoernooien
| Legenda | Legenda                          |
| ------- | -------------------------------- |
| g.t.    | geen toernooi gehouden           |
| l.c.    | lagere categorie                 |
| –       | niet deelgenomen                 |
| G       | uitgeschakeld in de groepsfase   |
| 1R      | uitgeschakeld in de eerste ronde |
| 2R      | uitgeschakeld in de tweede ronde |
| 3R      | uitgeschakeld in de derde ronde  |
| 4R      | uitgeschakeld in de vierde ronde |
| KF      | uitgeschakeld in de kwartfinale  |
| HF      | uitgeschakeld in de halve finale |
| F       | de finale verloren               |
| W       | het toernooi gewonnen            |
| w-v     | winst/verlies-balans             |

### Enkelspel
| toernooi        | 2012 | 2013 | 2014 |
| --------------- | ---- | ---- | ---- |
| Australian Open | 1R   | 1R   | 1R   |
| Roland Garros   | 1R   | 1R   | 1R   |
| Wimbledon       | 1R   | 2R   | 1R   |
| US Open         | 1R   | 1R   | –    |

### Vrouwendubbelspel
| toernooi        | 2012 | 2013 | 2014 |
| --------------- | ---- | ---- | ---- |
| Australian Open | –    | –    | 1R   |
| Roland Garros   | 1R   | –    | –    |
| Wimbledon       | 1R   | –    | –    |
| US Open         | 1R   | 1R   | –    |